# USS Reno (CL-96)
USS Reno (CL-96) là một tàu tuần dương hạng nhẹ của Hải quân Hoa Kỳ thuộc phân lớp Oakland của lớp Atlanta từng phục vụ trong Chiến tranh Thế giới thứ hai. Nó là chiếc tàu chiến thứ hai của Hải quân Mỹ được đặt cái tên này, nhưng là chiếc đầu tiên được đặt theo tên thành phố Reno thuộc tiểu bang Nevada. Được cho xuất biên chế vào năm 1946, con tàu bị bán để tháo dỡ vào tháng 3 năm 1962. Reno được tặng thưởng ba Ngôi sao Chiến trận do thành tích phục vụ trong Thế Chiến II.

## Thiết kế và chế tạo

### Thiết kế
Phân lớp Oakland là một lớp phụ thuộc lớp tàu tuần dương hạng nhẹ Atlanta được cải tiến. Giống như Atlanta, chúng được thiết kế như những tàu tuần dương phòng không, với dàn pháo chính gồm những khẩu 5 in (127 mm)/38 cal phòng không đa dụng (DP: dual-purpose). Khác biệt chính giữa Oakland với Atlanta là chúng loại bỏ các khẩu đội pháo 5 inch bên mạn để tăng cường súng phòng không hạng trung Bofors 40 mm và hạng nhẹ Oerlikon 20 mm.

### Chế tạo
Reno được đặt lườn vào ngày 1 tháng 8 năm 1941 bởi hãng Bethlehem Steel ở San Francisco, California. Con tàu được hạ thủy vào ngày 23 tháng 12 năm 1942, được đỡ đầu bởi bà August C. Frohlich, và được cho nhập biên chế cùng hải quân vào ngày 28 tháng 12 năm 1943 dưới quyền chỉ huy của hạm trưởng, Đại tá Hải quân Ralph C. Alexander.

## Lịch sử hoạt động
Sau một chuyến đi thử máy ngoài khơi bờ biển San Diego, Reno khởi hành từ San Francisco vào ngày 14 tháng 4 năm 1944, đi về phía Tây để gia nhập Đệ Ngũ hạm đội thuộc quyền chỉ huy của Đô đốc Raymond A. Spruance. Trong thảnh phần Lực lượng Đặc nhiệm 58, một lực lượng tàu sân bay nhanh của Phó Đô đốc Marc Mitscher, một mũi nhọn tấn công của Hạm đội 5, Reno lần đầu tiên tiếp xúc với đối phương khi nó hỗ trợ cho các cuộc không kích thứ yếu xuống đảo Marcus vào ngày 19–20 tháng 5. Ba ngày sau, nó hỗ trợ cho các cuộc không kích lên đảo Wake do Nhật Bản chiếm đóng.
Trong các tháng tháng 6 và 7 năm 1944, Reno tham gia cùng các tàu sân bay nhanh trong cuộc không kích bất ngờ xuống Saipan vào ngày 11 tháng 6, xuống đảo Pagan vào ngày 12–13 tháng 6 cùng các quần đảo Volcano và Bonin, đặc biệt là Iwo Jima, Haha Jima và Chichi Jima, trong các ngày 15–16 tháng 6. Ba ngày sau, Reno trợ giúp vào việc đẩy lùi một cuộc tấn công quy mô lớn của lực lượng tàu sân bay Hải quân Nhật Bản, tìm cách đánh bại chiến dịch xâm chiếm quần đảo Mariana (bao gồm Guam, Saipan và Tinian), trong Trận chiến biển Philippine lớn lao, cuộc đối đầu giữa các tàu sân bay lớn nhất trong mọi thời đại, và là một chiến thắng áp đảo của Hải quân Hoa Kỳ.
Từ ngày 20 tháng 6 đến ngày 8 tháng 7, Reno tham gia các hoạt động hỗ trợ cho việc chinh phục Saipan. Sau đó, nó hỗ trợ cho việc đổ bộ lên Guam từ ngày 17 đến ngày 24 tháng 7, và hai ngày sau đó tham gia các cuộc không kích xuống quần đảo Palau từ ngày 26 đến ngày 29 tháng 7. Đệ Ngũ hạm đội được chuyển thành Đệ Tam hạm đội khi Đô đốc William F. Halsey, Jr. luân phiên tiếp nhận quyền chỉ huy, và nó thực hiện một loạt các cuộc không kích xuống quần đảo Bonin trong các ngày 4–5 tháng 8, rồi đến ngày 7 tháng 9, Lực lượng Đặc nhiệm 38 (trước đây là Lực lượng Đặc nhiệm 58), quay trở về phía Nam để tấn công Palau một lần nữa.
Sau khi di chuyển về phía Tây vượt qua biển Philippine, Reno cùng với Lực lượng Đặc nhiệm 38 thực hiện một trong những cuộc không kích đầu tiên xuống Philippines, nhắm vào đảo Mindanao phía Nam và những đảo lân cận, từ ngày 9 đến ngày 13 tháng 9. Đơn vị này cũng hỗ trợ cho cuộc đổ bộ lên hai đảo thuộc quần đảo Palau trong các ngày 15-20 tháng 9; rồi từ ngày 21 đến ngày 22 tháng 9 tiến hành không kích xuống khu vực Manila trên đảo Luzon thuộc phía Bắc Philippines. Khi tấn công đảo Nansei Shoto vào ngày 8 tháng 10, Reno cùng với Lực lượng Đặc nhiệm 38 đã tiến đến sát các đảo chính quốc Nhật Bản hơn bất kỳ đơn vị Hải quân Hoa Kỳ nào khác kể từ đầu Chiến tranh Thế giới thứ hai.
Trong một loạt các cuộc không kích quy mô lớn của Lực lượng Đặc nhiệm 38 xuống các sân bay Nhật Bản tại Đài Loan từ ngày 12 đến ngày 14 tháng 10, vốn đã đưa đến những cuộc phản công quy mô lớn bởi các máy bay Nhật, Reno đã bắn rơi ít nhất sáu máy bay đối phương. Vào lúc cao điểm của trận không chiến, một máy bay ném ngư lôi Lục quân Nhật Bản đã đâm vào đuôi của Reno và nổ tung, Tháp pháo số 6 tạm thời không hoạt động do vụ nổ, nhưng sĩ quan chỉ huy của nó đã thành công trong việc phục hồi lại hỏa lực phòng không chống lại máy bay Nhật tấn công.
Ngày 24 tháng 10, bốn ngày sau cuộc đổ bộ lên đảo Leyte, trong khi hỗ trớ bằng cách tấn công sân bay tại Luzon, Lực lượng Đặc nhiệm 38 chịu đựng các cuộc không kích quy mô lớn từ số máy bay xuất phát từ sân bay Clark, Luzon. Tàu sân bay hạng nhẹ Princeton chịu đựng gánh nặng của đòn phản công này, bị đánh trúng bom và bị buộc phải rút lui khỏi lực lượng đặc nhiệm. Reno được phân công giúp đỡ dập tắt các đám cháy trên Princeton, đưa hết các vòi cứu hỏa vào hoạt động đồng thời cứu vớt thủy thủ đoàn của nó. Reno đã năm lần tìm cách cặp song song với Princeton, nhưng không thể ở lại lâu do sức nóng dữ dội và khói bốc ra từ chiếc tàu sân bay đang cháy.
Trong khi Reno trợ giúp Princeton, chiếc tàu sân bay bắt đầu nghiêng mạnh, sàn đáp của nó va trúng một trong các khẩu đội 40 mm của Reno. Các nỗ lực nhằm cứu chiếc tàu sân bay được tiếp tục, nhưng khi hầm chứa đầu đạn ngư lôi của bị kích nổ, mọi nỗ lực trở nên vô vọng. Mệnh lệnh được đưa ra đánh chìm Princeton bằng ngư lôi của chính nó, và Princeton trở thành chiếc tàu sân bay Mỹ cuối cùng bị đối phương đánh chìm.
Ngày 25 tháng 10, sau khi gia nhập trở lại Lực lượng Đặc nhiệm 38, Reno cùng các tàu chiến khác đi lên phía Bắc để đối đầu với Lực lượng phía Bắc Nhật Bản, bao gồm các tàu sân bay trống không vốn chỉ là một mồi nhữ, và đã tham gia Trận chiến mũi Engaño, cuộc đối đầu sau cùng trong khuôn khổ Trận chiến vịnh Leyte.
Trong đêm 3 tháng 11, đang khi ở về phía Đông eo biển San Bernardino, trúng phải ngư lôi bên mạn trái từ tàu ngầm Nhật I-41. Nó phải được kéo đi qua chặng đường 1.500 mi (2.400 km) quay về căn cứ hải quân chính của Mỹ tại đảo san hô Ulithi để được sửa chữa tạm thời, rồi Reno di chuyển bằng chính động lực của nó vượt qua Thái Bình Dương, băng qua kênh đào Panama để đi đến Charleston, South Carolina, nơi nó vào Xưởng Hải quân Charleston vào ngày 22 tháng 3 năm 1945 để sửa chữa lớn. Nó chỉ ra khỏi ụ tàu bảy tháng sau đó, khi cuộc xung đột đã kết thúc, và được lệnh đi đến bờ biển Texas, rồi quay trở lại Charleston để bổ sung thêm hàng trăm giường ngủ. Nó tham gia Chiến dịch Magic Carpet, thực hiện hai chuyến đi đến Le Havre, Pháp để hồi hương cựu chiến binh Mỹ từng phục vụ ở nước ngoài.
Đầu năm 1946, Reno đi đến Port Angeles, Washington, nơi nó được cho ngừng hoạt động vào ngày 4 tháng 11 năm 1946, và được đưa về Hạm đội Dự bị Thái Bình Dương neo đậu tại Bremerton, Washington. Được xếp lại lớp với ký hiệu lườn mới CLAA-96 vào ngày 18 tháng 3 năm 1949, nó vẫn tiếp tục bị bỏ không tại Bremerton cho đến khi bị rút tên khỏi danh sách Đăng bạ Hải quân vào ngày 1 tháng 3 năm 1959, và bị bán vào ngày 22 tháng 3 năm 1962 cho hãng Coal Export Co. tại thành phố New York để tháo dỡ.
Một trong những tháp pháo 5 inch của Reno hiện đang được lưu giữ để trưng bày tại Bảo tàng Hải quân Hoa Kỳ, Washington, D.C..

## Phần thưởng
Reno được tặng thưởng ba Ngôi sao Chiến trận do thành tích phục vụ trong Thế chiến II.
|  |  | Bronze star · Bronze star · Bronze star |
|  |  | Bronze star · Bronze star               |

| Dãi băng Hoạt động Tác chiến         | Huân chương Chiến dịch Hoa Kỳ            | Huân chương Chiến dịch Châu Á-Thái Bình Dương với 3 Ngôi sao Chiến trận |
| Huân chương Chiến thắng Thế Chiến II | Đơn vị Tuyên dương Tổng thống Philippine | Huân chương Giải phóng Philippine với 2 Ngôi sao Chiến trận             |